# Herbert Howells
Herbert Norman Howells (ur. 17 września 1892 w Lydney w hrabstwie Gloucestershire, zm. 23 lutego 1983 w Londynie) – angielski kompozytor.

## Życiorys
Był członkiem chóru chłopięcego przy katedrze w Gloucester, gdzie był uczniem Herberta Brewera. W latach 1912–1917 studiował w Royal College of Music w Londynie u Charlesa Villiersa Stanforda (kompozycja), Huberta Parry’ego (dyrygentura) i Waltera Parratta (organy). W 1917 roku został zastępcą organisty w katedrze w Salisbury. W 1920 roku został wykładowcą kompozycji w Royal College of Music. Uczył też muzyki w St. Paul’s Girls’ School (1932–1962). W latach 1950–1964 profesor muzyki na Uniwersytecie Londyńskim.
Komandor Orderu Imperium Brytyjskiego (1953), odznaczony Orderem Towarzyszy Honoru (1972).

## Twórczość
Pozostając pod wpływem twórczości Ralpha Vaughana Williamsa, Howells wypracował swój własny, unikalny styl. Dużą popularnością cieszyły się jego dzieła kameralne. Począwszy od lat 30. XX wieku był czołowym przedstawicielem angielskiej muzyki religijnej. W swoich utworach wokalno-instrumentalnych wykorzystywał tradycję muzyczną Kościoła Anglii oraz lokalną odmianę chorału zwaną sarum. Po śmierci syna Michaela w 1935 roku napisał ku jego pamięci Requiem (1936), którego dużą część wykorzystał także w utworze Hymnus Paradisi (1938).

## Ważniejsze kompozycje
(na podstawie materiałów źródłowych)

### Utwory orkiestrowe
- 2 koncerty fortepianowe (I C-dur 1913, II c-moll 1924)
- 3 tańce na skrzypce i orkiestrę (1915)
- Suite „The B’s” (ok. 1916)
- Elegy na altówkę, kwartet smyczkowy i orkiestrę smyczkową (1917)
- Puck’s Minuet (1917)
- Merry Eye (1920)
- 2 utwory (1920)
- Procession (1922)
- Pastoral Rhapsody (1923)
- Paradise Rondel (1925)
- Pageantry na orkiestrę dętą (1934)
- Koncert na smyczki (1939)
- Suita na smyczki (1944)
- suita Music for a Prince (1949)
- Koncert wiolonczelowy (1951, niedokończony)
- Tryptych na orkiestrę dętą (1960)

### Utwory kameralne
- Variations na 11 instrumentów (1914)
- Lady Audrey’s Suite na kwartet smyczkowy (ok. 1916)
- Kwartet fortepianowy a-moll (1916)
- Rhapsodic Quintet na klarnet i smyczki (1917)
- Suita na klarnet i fortepian (1917)
- Phantasy na kwartet smyczkowy (1918)
- Kwartet smyczkowy „In Gloucestershire” (1923)
- 3 sonaty na skrzypce i fortepian (1918, 1918, 1923)
- Sonata na obój i fortepian (1943)
- Sonata na klarnet i fortepian (1949)

### Utwory fortepianowe
- Polka na 2 fortepiany (1951)
- Sonatina (1971)

### Utwory organowe
- 2 sonaty (I c-moll 1911, II 1933)
- 4 rapsodie (1915, 1918, 1918, 1958)
- Siciliano for a High Ceremony (1952)
- Prelude De Profundis (1958)
- Partita (1971)

### Utwory na klawikord
- Lambert’s Clavichord (1926–1927)
- Howell’s Clavichord (1941–1961)

### Utwory wokalno-instrumentalne
- Mass in the Dorian Mode na chór (1912)
- Sine Nomine: A Phantasy na sopran, tenora, chór i orkiestrę (1922)
- A Kent Yeoman’s Wooing Song na sopran, baryton, chór i orkiestrę (1933)
- Requiem na chór (1936)
- Hymnus Paradisi na sopran, tenora, chór i orkiestrę (1938)
- motet King of Glory na chór i organy (1949)
- A Maid Peerless na głosy solowe, chór żeński, smyczki lub fortepian (1949)
- motet God is Gone Up na chór i organy (1950)
- Behold, O God, Our Defender na chór i orkiestrę (1952)
- motet The House of the Mind na chór i organy (1954)
- Missa sabrinensis na głosy solowe, chór i orkiestrę (1954)
- English Mass na głosy solowe a cappella (1956)
- Missa aedis Christi na głosy solowe a cappella (1958)
- A Sequence for St. Michael na chór i organy (1961)
- Stabat Mater na tenora, chór i orkiestrę (1963)
- motet na śmierć J.F. Kennedy’ego Take Him, Earth, for Cherishing (1964)
- The Coventry Mass na głosy solowe i organy (1968)